# Байрак Любослав-Антін Антонович
д-р Любосла́в-Анті́н Анто́нович Байрак (іноді Байрок; нар. 27 квітня 1930, м. Бучач, нині Тернопільська область, Україна) — український геолог у діаспорі. Доктор ґеології (1960).

## Життєпис
Народився 27 квітня 1930 року в місті Бучачі, нині Тернопільська область, Україна (тоді Бучацький повіт, Тернопільське воєводство, Польща).
У 1947 році прибув до Канади. Закінчив Альбертський університет в Едмонтоні (1954). Працював у Дослідницькій раді провінції Альберта (1957—1972), викладав у Альбертському університеті (1962—1968). Від 1972 року — президент фірми «Байрок-Поверхнева геологія ЛТД».
Автор, співавтор більше 80 наукових праць, 50 геологічних мап. Засновник і президент Альбертського археолоґічного товариства, Асоціації інженерів і ґеологів Альберти.
На видання книги «Енциклопедія Українознавства» виплатив 40 USD, для спорудження пам'ятника Т. Шевченкові у Канаді — 100 USD, для Фундації Тараса Шевченка у Канаді 1000 USD.